# Летний шторм (фильм)
«Летний шторм» (нем. Sommersturm) — фильм 2004 года, снятый режиссёром Марко Кройцпайнтнером.

## Сюжет
Тоби и его лучший друг Ахим занимаются греблей и в составе гребного клуба Штарнберга, в котором Тоби — капитан мужской команды, отправляются на соревнования.
Организаторы любительского чемпионата размещают участвующие клубы вдали друг от друга, чтобы команды могли тренироваться и не отвлекаться от основного мероприятия. Но, благодаря происшествию с одним из членов клуба Тоби, ребята из Штарнберга знакомятся с мужским клубом из Берлина — «QueerSchlag», который приехал взамен женского берлинского клуба. Они уже начали планировать совместную вечеринку, но, поинтересовавшись о происхождении названия берлинской команды, выясняют, что берлинская команда состоит из геев. Особенно негативно эту информацию воспринял Георг — член команды Тоби, поэтому Мальте — загребной команды «QueerSchlag» — решает во что бы то ни стало соблазнить его.
Тоби же, напротив, узнав ближе ребят из Берлина, начинает понимать, что он чувствует к Ахиму нечто большее, чем дружба, которая и так держится теперь на волоске из-за Сандры — девушки, в которую влюблён Ахим.
Вечером накануне дня соревнований, тренер штарнбергского клуба Ханси и тренер берлинского клуба Сюзанна, за которой начинает ухаживать Ханси, устраивают совместный ужин. Но ужин омрачается поисками Георга, который спрятался от всех после того, как его поцеловал Мальте. Во время поисков между парнями обоих клубов начинается потасовка. А потом начинается сильнейший шторм, который вынуждает оба клуба укрыться в здании общежития неподалёку, где Тоби окончательно рассорился с Ахимом.
Утром Тоби, из-за которого произошла потасовка, признаётся всем, что он гей.
Перед началом чемпионата Сюзанна сообщает судьям, что им придётся сняться с соревнований из-за травмы одного из участников команды. Но Ханси придумывает выход из сложившейся ситуации: Георга отправляют в берлинскую команду, на замену травмированному Лео. Берлинская команда побеждает в соревновании, а команда Тоби занимает второе место. Тоби мирится с Ахимом после ночной ссоры и возвращается домой.

## В ролях
| Актёр                 | Роль           |
| --------------------- | -------------- |
| Роберт Штадлобер      | Тоби           |
| Костя Ульманн         | Ахим           |
| Мириам Моргенстерн    | Сандра         |
| Алиция Бахледа-Цуруш  | Анке           |
| Юрген Тонкель         | тренер Ханси   |
| Тристано Касанова     | Георг          |
| Ханно Коффлер         | Мальте         |
| Марлон Киттель        | Лео            |
| Людвиг Блокбергер     | Оли            |
| Алекса Мария Сурхольт | тренер Сюзанна |

## Саундтрек
В официальном саундтреке к фильму представлено 20 композиций, в том числе и заглавная песня фильма «Willkommen» от Rosenstolz. Песня «Go West» (Pet Shop Boys) в версии Nova International в официальный саундтрек не вошла. Саундтрек издан лейблами Celloid/Virgin Records 6 сентября 2004 года.
Список композиций:
1. Nada Surf — Blonde On Blonde
2. Radio 4 — Shake The Foundation
3. Rosenstolz — Willkommen
4. Niki Reiser — Los, Wixen
5. Niki Reiser — Auf Ins Bergische
6. Roman Fischer — We’ll Never Know
7. Niki Reiser — Maltes Kuss
8. VAST — Flames
9. Niki Reiser — Verwirrt
10. Niki Reiser — Achim
11. Roman Fischer — Getaway
12. Niki Reiser — Jim’s Theme
13. Niki Reiser — Coming out
14. Kerosin — Catch Me
15. Hidden Cameras — We Oh We
16. The Go-Betweens — Crooked Lines
17. Wolfman/Pete Doherty — For Lovers
18. Frankie Goes to Hollywood — The Power Of Love
19. Niki Reiser — Sommersturm
20. Nova International — The Summer We Had

## Награды
- Приз зрительских симпатий на кинофестивале в Мюнхене в 2004 году[3]
- Премия «Новые лица» (New Faces Awards) в 2005 году[4]
- Приз зрительских симпатий на Международном ЛГБТ-кинофестивале в Милане в 2005 году[4]